# Rollegem
Rollegem är en ort i Belgien.   Den ligger i provinsen Västflandern och regionen Flandern, i den västra delen av landet, 80 km väster om huvudstaden Bryssel. Rollegem ligger 26 meter över havet och antalet invånare är 2 765.
Terrängen runt Rollegem är platt. Runt Rollegem är det tätbefolkat, med 286 invånare per kvadratkilometer.. Närmaste större samhälle är Mouscron, 4,6 km sydväst om Rollegem.
Trakten runt Rollegem består till största delen av jordbruksmark.